# Gustav Mahler
Gustav Mahler (Kaliště, 7. srpnja 1860. – Beč, 18. svibnja 1911.), austrijski skladatelj i dirigent židovskog podrijetla.
Mahler je za života bio jedan od vodećih orkestralnih i opernih dirigenata. Bio je i jedan od najznačajnijih skladatelja kasnog romantizma, iako njegova glazba u glazbenim krugovima nikada nije bila potpuno prihvaćena dok je bio živ. Mahler je skladao prvenstveno simfonije i pjesme, no njegov je pristup žanru često zamagljivao granice između pjesme (njem. Lied), simfonije i orkestralne simfonijske pjesme. Mahlerova su djela i glazbeno umijeće iznimno cijenili skladatelji Druge bečke škole – Arnold Schönberg, Alban Berg i Anton Webern, a divili mu se i njegovom se glazbom nadahnjivali mnogi skladatelji 20. stoljeća, primjerice Dmitrij Šostakovič i Benjamin Britten. Godine 1955. u Beču je utemeljeno i Međunarodno društvo »Gustav Mahler« (njem. Internationale Gustav Mahler Gesellschaft).  

## Životopis

### Rani život
Gustav Mahler rođen je u aškenaskoj obitelji u kojoj se govorilo njemački, u Kalištu u povijesnoj pokrajini Češkoj, tada dijelom Austrijskog Carstva, kao drugo od četrnaestero djece od kojih je samo šest preživjelo rano djetinjstvo. Njegovi roditelji uskoro se sele u Jihlavu u Moravskoj gdje Mahler provodi djetinjstvo. Primijetivši dječakov glazbeni talent u ranoj dobi, započinje sviranje glasovira kada mu je bilo šest godina.
Mahler je 1875. godine kao 15-godišnji dječak primljen na Bečki konzervatorij gdje je učio glasovir s Juliusom Epsteinom, harmoniju s Robertom Fuchsom i kompoziciju s Franzom Krennom. Tri godine poslije studira na Bečkom sveučilištu, gdje je tada predavao Anton Bruckner. Tamo uz glazbu studira povijest i filozofiju. U to vrijeme radio je kao učitelj glazbe i ostvario prve važne pokušaje u kompoziciji kantatom Das klagende Lied. Ta je skladba ušla u natjecanje – žirijem je predsjedavao Johannes Brahms – ali nije osvojila nagradu.

### Rastući ugled
Mahler počinje dirigentsku karijeru 1880. godine u ljetnom kazalištu u Bad Hallu. Narednih godina radio je u mnogim poznatim opernim kućama: 1881. godine u Ljubljani, 1882. u Olomoucu, 1883. u Beču, 1883. u Kasselu, 1885. u Pragu, 1886. u Leipzigu, te 1888. u Budimpešti. Dirigiranje Wagnerovog opernog ciklusa Prsten Nibelunga preuzeo je 1887. od bolesnog Arthura Nikischa, čvrsto uspostavljajući reputaciju i kod kritike i publike. Godinu poslije izveo je potpunu inačicu nedovršene komične opere Die Drei Pintos Carla Marie von Webera, čiji mu uspjeh donosi financijsko olakšanje i rastuću slavu. Brahms je bio vrlo impresioniran njegovim dirigiranjem Mozartove opere Don Giovanni. Njegovo prvo duže zaposlenje bilo je u hamburškoj operi gdje je radio od 1891. do 1897. Od 1893. do 1896. odlazi na odmore u Steinbach am Attersee u Gornjoj Austriji gdje revidira Simfoniju br. 1 (praizvedena 1889.), napisao Simfoniju br. 2, skicirao Simfoniju br. 3, i napisao većinu pjesama iz zbirke Lieder aus des Knaben Wunderhorn (Dječakov čarobni rog), skladanih prema poznatoj istoimenoj zbirci narodnih pjesama.
Godine 1897., tada 37-godišnjem Mahleru ponuđeno je vođenje Bečke državne opere, najprestižnije glazbene službe u Austrijskom Carstvu. To je bio 'carski' položaj koji po austro-ugarskom zakonu nisu mogli obavljati Židovi. Mahler, koji nije prakticirao svoju religiju, nakon priprema je prešao na katolicizam. Kao dijete je pjevao u katoličkom crkvenom zboru gdje je od zborovođe učio i glasovir. Kako su godine prolazile, Mahlera je katolicizam privlačio pa je katolički utjecaj vidljiv i u njegovoj glazbi, npr. u himnu Veni Creator Spiritus (O dođi, Stvorče, Duše svet), prvom stavku Osme simfonije.
U deset godina djelovanja u Bečkoj operi, Mahler transformira njen repertoar i podiže umjetničke standarde, pokoravajući i izvođače i slušatelje svojoj volji. Kada je preuzeo Operu, najpopularnije su bile izvedbe opera Lohengrin, Manon i Cavalleria rusticana; kao novi ravnatelj koncentrirao se na izvođenje klasičnih opera Christopha Willibalda Glucka i Wolfganga Amadeusa Mozarta, a u suradnji sa slikarem Alfredom Rollerom stvorio je sjenovite i očaravajuće produkcije opera Fidelio, Tristan i Izolda i Prsten Nibelunga.
U Mahlerovo je vrijeme Beč bio jednim od najvećih svjetskih gradova, kao i metropola velikog carstva u Srednjoj Europi. Bio je dom živoj umjetničkoj i intelektualnoj sceni, kao i poznatim slikarima poput Gustava Klimta i Egona Schielea, mnoge od kojih je Mahler i osobno poznavao.
Mahler je svake godine u Operi radio devet mjeseci, pa je samo ljeta mogao koristiti za skladanje glazbe. Provodio ih je uglavnom u mjestu Maiernigg na jezeru Wörthersee. U tom idiličnom okruženju skladao je simfonije od pete do osme, cikluse pjesama Rückert Lieder i Kindertotenlieder (Pjesme mrtvoj djeci), oba prema poeziji Friedricha Rückerta, te Der Tamboursg'sell, posljednji u ciklusu Dječakov čarobni rog.

### Kasnije godine
U lipnju 1901., seli se u novu vilu na jezeru u Maierniggu u Koruškoj. 9. ožujka 1902. ženi se dvadeset godina mlađom Almom Schindler (1879. –1964.), pokćerkom bečkog slikara Carla Molla. Alma je bila glazbenica i skladateljica, ali joj je Mahler zabranio kreativni rad: no ipak je često uredno prepisivala njegove rukopise. Alma i Gustav imali su dvije kćeri, Mariu Annu ('Putzi'; 1902. – 1907.), koja je sa samo četiri godine umrla od difterije, i Annu ('Gucki'; 1904. – 1988.), koja je kasnije postala kiparica.
Smrt prve kćeri duboko je pogodila Mahlera, ali to je bio tek početak. Iste godine otkrio je da ima srčanu bolest (infektivni endokarditis), pa je stoga bio primoran ograničiti tjelovježbu, te brojiti korake pedometrom. U Operi je zbog tvrdoglavosti imao sve više neprijatelja, a bio je i sve češćom metom napada u antisemitskim krugovima, naročito preko tiskovina. Ostavka na mjesto ravnatelja opere 1907. bila je očekivana. Utjecaj tjeskobne realnosti toga vremena naročito je vidljiv u njegovoj Devetoj simfoniji.
Mahlerova je glazba kod kritičara pobuđivala protivljenje, jer su ju pretežno primali kao zbrku pomiješanih tema, uzetih iz "disparatnih" razdoblja i tradicija. Mahlerovo međusobno suprotstavljanje materijala iz "vrijednih" kao i "manje vrijednih" kultura, te miješanje različitih etničkih tradicija često su konzervativne kritičare dovodile do bijesa, osobito u doba kada su masovne radničke organizacije naglo rasle, a sukobi između Nijemaca, Čeha, Mađara i Židova u Austro-Ugarskoj stvarali sve jači osjećaj napetosti i nestabilnosti. No, na svojoj je strani uvijek imao i strastvene pobornike. Zadnjih godina života Mahler je počeo postizati uspjehe i kod šire publike, od kojih je među važnijima izvedba Druge simfonije 1900. godine u Münchenu, s prvom potpunom izvedbom Treće simfonije u Krefeldu 1902., kao i oproštajno izvođenje Druge simfonije u Beču 1907., te prije svega minhenska praizvedba velebne Osme simfonije 1910. Glazba koju je nakon toga skladao nije izvođena za njegova života.
Posljednji povod za Mahlerov odlazak iz Beča bila je bogata ponuda njujorške operne kuće Metropolitan, gdje je dirigirao jednu sezonu. Iako je bio iznimno popularan i kod kritike i publike, pao je u nemilost vodstva operne kuće te su za njegova nasljednika angažirali Artura Toscaninija. Istovremeno, brak mu zalazi u krizu kad je otkrivena nevjera njegove supruge Alme. Mahler je 1910. imao i jednu vrlo korisnu konzultaciju sa Sigmundom Freudom.
Potpisavši ugovor i preuzevši mjesto šefa-dirigenta Njujorškog filharmonijskog orkestra, Mahler s obitelji ponovo seli u Sjedinjene Države. Tamo dovršava Das Lied von der Erde (Pjesma o zemlji), i Devetu simfoniju, koja će ostati njegovim posljednjim dovršenim djelom. U veljači 1911., tijekom duge i zahtjevne sezone Mahler u New Yorku obolijeva od streptokokne infekcije i svoj posljednji koncert dirigira u groznice (program je uključivao svjetsku praizvedbu Berceuse élégiaque Ferruccia Busonija). Povratkom u Europu, vode ga u Pariz gdje je upravo bio razvijen novi serum. Terapija nije pomogla i na vlastiti ga zahtjev voze natrag u Beč. Tamo, shrvan bolešću, umire 18. svibnja 1911. u dobi od 50 godina, ostavljajući svoju Desetu simfoniju nedovršenom.
Vjeruje se da je njegova posljednja riječ bila "Mozartl" ('Mozartić'). Po vlastitoj je želji pokopan pokraj svoje rano preminule kćeri na groblju u bečkom Grinzingu. Prema posljednjim željama, pogreb je protekao u tišini, a na njegovom nadgrobnom spomeniku stoji samo ime "Gustav Mahler". Mahlerov dobar prijatelj Bruno Walter ovako opisuje sprovod: "18. svibnja 1911. je umro. Sljedeće večeri polegli smo lijes na groblju u Grinzingu, prolomila se oluja s takvim naletima kiše da je bilo gotovo nemoguće nastaviti. Ogromna gomila ljudi u mrtvoj tišini slijedila je mrtvačka kola. U trenutku kada je lijes spušten, sunce se prolomilo kroz oblake".
Alma Mahler citira Gustava: "Ja sam triput beskućnik: kao Čeh u Austriji, kao Austrijanac među Nijemcima i kao Židov u cijelom svijetu. Svugdje uljez, nigdje dobrodošao." To je vrlo slično izreci koju je 1860. ili 1870. zapisao Anton Rubinstein, a zbog prikladnosti vjerojatno preuzeo Mahler (ili Alma).
Alma je nadživjela Gustava za 50 godina i sve do smrti je aktivno sudjelovala u objavljivanju materijala o Mahlerovu životu i glazbi. No njena kazivanja napadana su kao nepouzdana, lažna i varljiva. Korigirala je i korespondenciju pa je u njenim publikacijama Gustav često prikazivan negativnije nego bi neki povjesničari željeli.

## Glazba
Mahler je u nizu bečkih simfoničara Prve bečke škole, koji se proteže od Josepha Haydna, Wolfganga Amadeusa Mozarta, Ludwiga van Beethovena, Franza Schuberta, te romantičara Antona Brucknera i Johannesa Brahmsa, bio posljednji. Također je u svoja djela uključivao i ideje ne-bečkih romantičnih skladatelja poput Roberta Schumanna i Felixa Mendelssohna. No znatan utjecaj na njega izvršio je Richard Wagner koji je, po Mahlerovu mišljenju, jedini skladatelj nakon Beethovena čija se glazba temelji na tematskoj razvojnosti (vidi Sonata).

### Mahler i žanr
Nakon Klavirskog kvinteta, rane kantate Das Klagende Lied i skladbe Totenfeier, Mahler se u potpunosti posvećuje skladanju simfonija i solo-pjesama. Osim završenih devet numeriranih simfonija, njegovi glavni radovi postaju ciklusi pjesama Lieder eines fahrenden Gesellen (hrv. Pjesme putujućeg djetića, doslovan prijevod glasi "Pjesme suputnika"), kao i Kindertotenlieder ("Pjesme mrtvoj djeci"), te Das Lied von der Erde (Pjesma o zemlji, sinteza simfonije i solo-pjesme).

### Stil
Duh solo-popijevke stalan je u Mahlerovu djelu. U razvoju ciklusa pjesama slijedi Franza Schuberta i Roberta Schumanna, ali ih radije orkestrira, nego da ih sklada samo s klavirskom pratnjom. "Pjesme putujućeg djetića" ciklus je od četiri pjesme čiji je glavni lik odbačeni ljubavnik koji usamljen luta zemljom. Mahler je tekst napisao sam, nadahnut nesretnom ljubavlju s pjevačicom koju je sreo za boravka u Kasselu.
Iznimno svjestan mogućnosti i mnogih boja zvuka orkestra, Mahler svoje simfonije puni tečnim melodijama i ekspresivnom harmonijom, postižući izbistrenu kakvoću melodijskih pasaža. Među ostalim njegovim inovacijama su izražajno kombiniranje raznih glazbala u većem ili manjem opsegu, kao i veća uporaba udaraljki te sjedinjenje glasa i zbora sa simfonijskom formom. Njegov je orkestralni stil često zasnovan na kontrapunktu: dvije melodije počinju naizgled istovremeno, razvijajući bistrinu nasuprot masovnoj orgiji zvuka.
Vrlo često njegovi radovi uključuju duh pjesama i plesova austrijskih seljaka: Ländler, austrijski narodni ples koji se prvo razvio u menuet, a zatim u valcer, ima važnu ulogu u nekoliko njegovih simfonija, kao i sami menuet i valcer. Sva tri plesa u svom povijesnom razvoju predstavljena su u 'plesnom stavku' Devete simfonije.
Mahler je spojio ideje romantizma, uključujući programnu glazbu, uporabu melodija iz pjesama u svojim simfonijskim radovima na način koji je bio moguć i zbog razvoja simfonijskog orkestra. Tražeći načine proširivanja vlastitih glazbenih ideja,  proširio je te donekle fragmentirao i sâmo razumijevanje simfonijske forme. Izjavio je da simfonija treba biti "cijeli svijet" sam po sebi. Pri tome se susretao s poteškoćama u predstavljanju svojih radova i stalno je revidirao detalje svoje orkestracije sve dok nije bio sasvim zadovoljan postignutim zvukovnim kombinacijama.
Mahler je bio duboko duhovan i vrlo je često glazbu opisivao povlačeći paralele s prirodom: zbog toga se njegovu glazbu još dugo nakon njegove smrti često smatralo ekstremno osjećajnom. Osim što je neprestano tražio nove načine proširenja simfonijske izražajnosti, strastveno je bio posvećen glazbi, što je vidljivo u njegovim preciznim metodama pažljivog planiranja te proučavanja djela i skladateljskog umijeća glazbenih mu uzora.

### Tonalitetnost u Mahlerovoj glazbi
Mahlerov je harmonijski jezik u pojedinim skladbama bio iznimno inovativan, šireći granice konvencionalne tonalitetnosti. No tonalitetnost je kao izražajni i gradbeni princip Mahleru bila od velike važnosti, što se najbolje vidi u njegovom pristupu tzv. "progresivnoj tonalitetnosti". Dok je njegova Prva simfonija pisana u D-duru, njegova Druga simfonija "napreduje" iz prvog stavka u c-molu do završnice u Es-duru; Treća simfonija počinje u d-molu, a završava stavkom u F-duru, koji opet završava u D-duru. Peta simfonija odmiče se od pogrebne koračnice u cis-molu kroz a-molski stavak pun očaja i sukoba, nastavlja snažnim plesnim stavkom u D-duru i lirskim Adagiettom u F-duru, do trijumfalnog finala u D-duru. Šesta simfonija počinje i završava u a-molu, kojemu Mahler suprotstavlja Es-dur polaganog stavka u sa Scherzom u a-molu. Sedma simfonija tonalitetno je iznimno "progresivna" - prvi stavak odmiče se od (mogućeg) početka u h-molu do svršetka u E-duru, a finale definira slavljenički C-dur. U Osmoj simfoniji skladateljeve izražajne namjere navode ga da izgradi djelo koje počinje i završava in Es, dok "oproštajna" Deveta simfonija od prvoga stavka u D-duru "odlazi" do finala u Des-duru. Za nedovršenu Desetu simfoniju može se jedino pretpostaviti da je Mahlerov tonalitetni cilj bio Fis-dur, isto kao i početak simfonije.

### Simfonije

##### Prvo razdoblje
Mahlerov simfonijski opus općenito se dijelio na tri 'razdoblja'. Prvo razdoblje, kojim dominira njegovo iščitavanje pjesama "Čarobnog roga", uključuje prve četiri simfonije. U toj skupini međusobni utjecaj njegovih pjesama i simfonija sasvim je razvidan. Prvi stavak Simfonije br. 1 građen je na melodijskoj ideji jedne od "Pjesama putujećeg djetića", a pasaž druge pjesme istoga ciklusa pojavljuje se u središnjem dijelu trećega stavka. Treći stavak Simfonije br. 2 bezglasno je proširenje jedne pjesme, a zatim i cijelog instrumentalnog postava iz "Čarobnog roga", čija je prisutnost vidljiva i u Drugoj i Trećoj simfoniji.

##### Drugo razdoblje
Peta, Šesta i Sedma simfonija svrstavaju se u radove drugog razdoblja, čije su značajke povećana izražajna ozbiljnost i interes za neuobičajenu instrumentaciju (npr. u Petoj simfoniji Mahler rabi razne vrste osebujnih udaraljki poput biča i zvona, "čekić" u Šestoj, te tenor-krilnicu, mandolinu i gitaru u Sedmoj simfoniji), iako nestandardna glazbala koristi i ranije, primjerice poštanski rog u Trećoj simfoniji. Iako simfonije ovoga razdoblja nemaju pjevačkih dionica, svijet Mahlerovske pjesme ipak je vidljiv već u prvom stavku Pete i polaganom stavku Šeste simfonije (gdje se nakratko čuju fraze jedne od pjesmama iz ciklusa Pjesme mrtvoj djeci), kao i u finalu Pete simfonije, u kojoj se prepoznaje pjesma "Lob des hohen Verstandes" iz ciklusa Dječakov čarobni rog.

##### Treće razdoblje
Mahlerovo treće simfonijsko razdoblje označava povećana polifonija, a ono uključuje Osmu, Devetu i (nedovršenu) Desetu simfoniju te Pjesmu o Zemlji. Vjerojatne veze s drugim pjesmama tog razdoblja teško je u ovim djelima raspoznati, jer su Pjesme mrtvoj djeci (završene 1904.) njegov posljednji ciklus pjesama. No vrlo upadljiv primjer je završetak Devete simfonije, koji sadrži intervalsku sličnost s melodijom stiha "der Tag ist schön auf jenen Höh'n" ("lijep je dan na tim visinama") iz četvrte pjesme ciklusa Pjesme mrtvoj djeci.
Malo je skladatelja na sličan način združivalo svoj rad tako slobodno i potpuno kao Mahler. Taj dojam pojačava međusobna glazbena povezanost koja se može čuti u pojedinim simfonijama, kao i među simfonijama i pjesmama koje se tako naizgled povezuju u veći narativ. Npr. materijal koji se čuje u Trećoj simfoniji ponavlja se u finalu Četvrte; ideja iz prvog stavka Četvrte čuje se na početku Pete, a "tragična" harmonijska gesta koja se ponavlja u Šestoj (durski akord koji "pada" na mol), upadljivo se vraća u Sedmoj simfoniji. Nadalje, tema iz Prve simfonije ponovljena je u prvom stavku Devete simfonije, posljednjem njegovom završenom djelu.

### Prokletstvo devete simfonije
Mahler je bio opsjednut Beethovenovom ostavštinom - rekao je kako su sve njegove simfonije bile "devete", jer su imale isti značaj i utjecaj kao čuvena Beethovenova Deveta simfonija. Mahler je također čvrsto vjerovao i u prokletstvo devete simfonije, te je zbog toga bio u strahu od skladanja numerirane devete simfonije. Vjeruje se da je to razlog zbog kojega nije dao broj simfonijskoj skladbi "Pjesme o zemlji" kad ju je počeo skladati nakon Osme simfonije, nego ju je jednostavno opisao kao Eine Symphonie für eine Tenor- und eine Alt- (oder Bariton-) Stimme und Orchester (nach Hans Bethges "Die chinesische Flöte") (Simfonija za tenor i alt [ili bariton] i orkestar, prema "Kineskoj flauti" Hansa Bethgea).  To je djelo moguće tumačiti kao spoj ciklusa pjesama i simfonije.
Leonard Bernstein, koji je iznimno zaslužan za promidžbu i izvedbe Mahlerove glazbe nakon njegove smrti, prikazuje tu simfoniju kao proročku glazbenu izjavu krize klasične glazbe u 20. stoljeću. Ne samo da je Mahler znao kako neće dugo živjeti nakon dovršetka djela 1908., nego je – prema Bernsteinu – i kroz glazbu "prorekao" blisku smrt durskih i molskih tonaliteta. Daljnje proširenje te ideje također navješćuje smrt faustovske kulture, a možda i cijelog čovječanstva (napetosti uoči Prvog svjetskog rata tada su već bile očite).
Mahlerovu nedovršenu Desetu simfoniju kasnije je orkestrirao Deryck Cooke, uz blagoslov Alme Mahler. Iako Leonard Bernstein nikada nije izvodio ni snimao tu "realizaciju", neki su dirigenti – primjerice Sir Simon Rattle – cijenili to Cookovo ostvarenje, te ga izvodili i snimali.

## Ostavština
Više nema kritičara koji inzistiraju na tome da je Mahlerova popularnost prolazna moda, no dok su njegov repertoar i mjesto u povijesti glazbe osigurani, trijeznu procjenu njegove ostavštine otežava nekoliko čimbenika. Npr. malo je zajedničkoga u stajalištima onih koji Mahlera cijene zbog njegove "emocionalne i duhovne iskrenosti" i njegovih jednako glasnih osporavatelja koji njegovu glazbu označavaju kao "plačljivu, neukusnu i sentimentalnu". Franz Schmidt jasno se izjasnio opisujući Mahlerove simfonije kao "jeftine romane". Slična razlika dijeli one koji cijene i analiziraju njegove simfonije kao brižljivo orkestrirane i rigorozno organizirane u svojoj velikoj formi, dok drugi to isto smatraju neumjerenim, pompoznim, samozadovoljavajućim egotizmom.
I Mahlerovi strastveni obožavatelji katkada su na njega gledali isključivo kroz vlastite preokupacije, uključujući i glazbeno predskazivanje budućih događaja kao što su Prvi svjetski rat i Holokaust. Strastveno opiranje Mahlerovom glazbenom izražaju katkada ima rasističke i nacionalističke tonove; mahlerovac Hans Keller tako navodi jednog uglednog britanskog kritičara: "Stvar je u tome da mi Mahlera ovdje jednostavno ne želimo."
Ovo dovodi do situacije koja je i danas prisutna u kojoj osporavatelji pokušavaju minimalizirati Mahlerovu ostavštinu, a štovatelji odgovaraju preuveličavajući je. Opreznu sredinu moguće je postići uzimajući u obzir zbroj čimbenika: Drugi svjetski rat, ekonomsku depresiju, izrazit austrijski antisemitizam (koji je bio toliko intenzivan da je Mahler 1897. bio primoran prijeći na katolicizam kako bi donekle poboljšao izglede za uspjeh), od čega su svi utjecali na smanjenje broja izvedbi i razumijevanje Mahlerove glazbe nakon 1911., samim tim i njegov posmrtni utjecaj.
Tijekom koncertne turneje u Finskoj u studenom 1907. Mahler je rekao kolegi Jeanu Sibeliusu kako bi "simfonija trebala biti kao svijet: mora obuhvatiti sve" ("die Symphonie muss sein wie die Welt. Sie muss alles umfassen"). Provodeći tu filozofiju, oblik simfonije doveo je na novu razinu umjetničkoga razvoja povećavajući njene formalne okvire sve većim rasponom kontrasta između pojedinih stavaka (njegova šeststavačna Simfonija br. 3, trajanja oko 95 minuta, najdulja je u cijelom simfonijskom repertoaru). Simfoniju br. 8 praizvelo je otprilike tisuću izvođača, dok je uključivanje vokalnih i koralnih elemenata te tekstova – od narodne poezije, preko Nietzschea, Goethea, kineske književnosti i srednjovjekovnog katoličkog misticizma – uobličilo filozofski, ali i autobiografski sadržaj. Zanemarivane desetljećima nakon smrti, Mahlerove simfonije i orkestralne pjesme danas su dio središnjeg repertoara svih velikih simfonijskih orkestara diljem svijeta.

### Utjecaj
Arnold Schönberg, koji je gotovo cijeli naraštaj mlađi od Mahlera, štuje ga kao "sveca", kao uzor koji je nesebično posvećen umjetnosti, velikodušan prema mlađim skladateljima i loše tretiran na isti način na koji je bio i sam Schönberg. No istodobno je pokazivao i neujednačen pristup njegovoj glazbi, pa je ponekad čak govorio da ga ona odbija. Ta ambivalentnost nije ga doduše spriječila da postane oštrouman analitičar Mahlerovih neregularnih melodijskih struktura, ili da javno brani njegovu Sedmu simfoniju od zajedljivosti jednog američkog kritičara. Nije ga to spriječilo ni da usvoji i čak rafinira masivne "mahlerovske" efekte u svojim skladbama "Gurrelieder" ili "Pelej i Melisanda", kao i da pokuša ostvariti "mahlerovsku" jasnoću solističkom ili komornom orkestracijom.
Za još mlađeg Albana Berga, značajniji je bio Mahlerov osobni nego glazbeni utjecaj (po njemu je Mahlerova tragična Šesta simfonija "jedina šesta, unatoč Beethovenovoj Pastoralnoj"), a "mahlerovski" elementi vidljivi su u mnogim njegovim djelima. Npr. dva udarca čekićem (u izvorniku tri) iz finala Mahlerove Šeste simfonije odjekuju u Bergovom djelu Tri komada za orkestar, u čiji je posljednji stavak uklopio sedam udaraca čekićem, kao i tematski materijal izrazito nalik Mahlerovu.
U slučaju Antona Weberna, koji je u početku glazbene karijere dirigirao izvedbama Mahlerovih simfonija, mogu se zamijetiti "mahlerovski" elementi u sveobuhvatnoj jasnoći glazbenog sloga, iako manji omjer i retorička razrijeđenost njegovih zrelijih djela upućuje da je "mahlerizme" teže naći nego u njegovim ranijim djelima. Također se povlače paralele između Webernove i Mahlerove privrženosti prirodi, osobito koruškom seoskom krajoliku.
Prvi značajni nesuvremenici, koji su iznimno cijenili Mahlerova djela, bili su Benjamin Britten i Dmitrij Šostakovič, od kojih su se obojica identificirala s elementima Mahlerovog osobnog i kreativnog karaktera, kao i s aspektima njegova glazbenog stila. Britten, koji je još kao student prvi put došao u doticaj s Mahlerovom glazbom kroz njegovu Četvrtu simfoniju, producirao je 'umanjenu' orkestralnu inačicu drugoga stavka Treće simfonije, a za života je također izvodio Mahlerovu glazbu kao dirigent i korepetitor. I Britten i Šostakovič osobito su cijenili Pjesmu o zemlji, a nedvojbene referencije na to djelo zamjetne su u skladbama poput Brittenove "Fedre" i Šostakovičeve Četvrte i Desete simfonije. U Sjedinjenim Američkim Državama na razvoj autentičnog "američkog" zvuka također je utjecao i Mahler, najuočljivije u Koncertu za klarinet Bennyja Goodmana.
Među drugim vodećim skladateljima, nesklonost Mahleru prije se može pripisati radikalno različitim kreativnim ciljevima nego nepriznavanju njegovih tehničkih sposobnosti. Igoru Stravinskom Mahler je bio "malheur" (francuska riječ za "nesreću"), dok ga je Ralph Vaughan Williams opisao kao "podnošljivu imitaciju skladatelja". No do kraja 20. stoljeća Mahlerova kaleidoskopska orkestracija i motivski nezavisne linije u intenzivnoj kontrapunktskoj kombinaciji postale su jednom od odrednica glazbenog modernizma, a ranije šokantne značajke njegove glazbe – primjerice radikalni diskontinuitet, sklonost parodiji, citiranje (i samocitiranje), kao i izravno sučeljavanje "vrijednih" i "manje vrijednih" glazbenih stilova – postale su istaknute značajke postmodernizma.
Poput Šostakovičeve, Brittenove i Coplandove, Mahlerova je glazba snažno utjecala i na Richarda Straussa, rane simfonije Havegrala Briana, kao i na glazbu Kurta Weilla, Leonarda Bernsteina i Alfreda Schnittkea. Alexander von Zemlinsky je u svojoj "Lirskoj simfoniji" također bio nadahnut Mahlerovom "Pjesmom o zemlji".

### Sredina i kraj 20. stoljeća
Zbog zamjetnih teškoća u prihvaćanju njegovih djela, Mahler je govorio: "Doći će moje vrijeme." To vrijeme došlo je sredinom 20. stoljeća, u trenutku kada je razvoj LP ploča omogućio ponavljanje slušanja kompetentnih izvedbi dugih i kompleksnih simfonija. Do 1956. godine svaka Mahlerova simfonija (uključujući i Pjesmu o zemlji te uvodni stavak Adagio nedovršene Desete simfonije) bila je objavljena na gramofonskim pločama, ali i mnoge pojedinačne pjesme, zatim Dječakov čarobni rog te ostali ciklusi solo-pjesama.
Promican od skladatelja koji su ga poznavali, te mnogih dirigenata i posebice Leonarda Bernsteina, Mahlerova su djela postepeno osvojila i širu publiku. Krajem 20. stoljeća nove muzikološke metode dovele su do mnogobrojnih uređivanja njegovih djela, kao i do raznih pokušaja dovršavanja Desete simfonije, oko čega se osobito trudio britanski glazbenik i muzikolog Deryck Cooke.

## Mahler u popularnoj kulturi
Iako se Mahlerovu glazbu nekoć smatralo "teškom", od 1960-ih je stekla znatan utjecaj i u popularnoj kulturi. Mahlerovu se osobnost povezuje s osobnošću Gustava von Aschenbacha, lika u filmskoj inačici novele Thomasa Manna Smrt u Veneciji, u kojoj je von Aschenbach prikazan kao skladatelj čije skladbe ismijavaju. Glazba u filmu također rabi isječke iz Mahlerovih simfonija br. 3 i 4, te naročito Adagietto iz Pete simfonije koji je tako postao vrlo popularan i često se samostalno izvodio, npr. na pogrebu Roberta Kennedyja 1968.
Mahlerova glazba često je korištena u filmovima i drugim medijima radi oslikavanja nemira ili boemske osobnosti. U filmskoj verziji igrokaza "Educating Rita", Ritina nova cimerica Trish ju pita: "Zar ne bi jednostavno umrla bez Mahlera?" (lik se kasnije predozira drogom). U romanu "Rekvijem za snove" Huberta Selbyja (ali ne i u filmu), Marion uživa slušajući Mahlerovu Drugu simfoniju nakon uzimanja heroina. Isječci iz Mahlerove Sedme simfonije pojavljuju se u filmu "Parting Glances", a Prva simfonija koristi se kao incidentalna glazba u filmu "Rubin i Ed". Mahler se također pojavljuje u epizodi serijala Zvjezdane staze: Voyager.
1974. godine Ken Russell je snimio biografski film naslova "Mahler", koji vrlo slobodno opisuje skladateljev život.

## Djela

### Simfonije
- Simfonija br. 1 u D-duru (?1884. – 1888.; revidirana 1893. – 1896.; 2. nadopuna 1906.).
  - Napomena: ova simfonija je isprva nazvana "Simfonijskom pjesmom", kasnije "Titan" (pretpostavlja se, prema Jeanu Paulu), što je Mahler doduše odbijao. Prvotno zamišljena u pet stavaka, drugi stavak "Blumine" izbačen je u posljednjoj reviziji.
- Simfonija br. 2 u c-molu (1888. – 1894.; revidirana 1903.)
- Simfonija br. 3 u d-molu (1893. – 1896.; revidirana 1906.)
- Simfonija br. 4 u G-duru (1892., 1899. – 1900.; revidirana 1901. – 1910.)
- Simfonija br. 5 (1901. – 1902. - revidirana do kraja života
  - Napomena: iako simfonija počinje u označenom cis-molu, treba imati na umu da je sam skladatelj u pismu izdavaču napomenuo "da je teško govoriti o tonalitetu za cijelu simfoniju i da je, da bi se izbjegli nesporazumi, tonalitet najbolje niti ne spominjati."
- Simfonija br. 6 u a-molu (1903. – 1904.; revidirana 1906. i kasnije
  - Napomena: na izvedbi u Beču 1907., naslov "Tragična" bio je dodan na posterima i programima, ali se ta riječ ne pojavljuje u partituri ni u izvorima.
- Simfonija br. 7 u e-molu (1904. – 1905.; kasnije stalno revidirana
- Simfonija br. 8 u Es-duru (1906. – 1907.)
  - Napomena: Naslov "Simfonija tisuće", iako popularan kod slušatelja, nije smislio Mahler. Ne pojavljuje se u partituri i ne koristi se u izvorima. Uistinu, Mahler se odlučno protivio tom nazivu za njegovu Osmu simfoniju.[10]
- Pjesma o zemlji (podnaslov Simfonija za tenor, alt [ili bariton] i orkestar, prema "Kineskoj flauti" Hansa Bethgea) (1908. – 1909.)
- Simfonija br. 9 u D-duru (1908. – 1909.)
- Simfonija br. 10 (1910. – 1911.) (nedovršena, postoji skica "od početka do kraja" od ukupno 1945 taktova, ali velik dio toga nije dorađen ni orkestriran.)
  - Razne dorade skice Desete simfonije:
    - Adagio (prvi stavak) i "Purgatorio" (treći stavak) pripremio je za izvedbu Ernst Krenek s doprinosima Franza Schalka, Albana Berga i Alexandra Zemlinskog (1924.)
    - Joseph Wheeler, muzikolog, (1948. – 1965.)
    - Deryck Cooke, asistirali Berthold Goldschmidt, Colin Matthews i David Matthews (1960., 1964., 1976., 1989.)
    - Clinton Carpenter (1966.)
    - Remo Mazzetti, mlađi (1989.)
    - Rudolf Barshai (2000.)
    - Nicola Samale i Giuseppe Mazzucca (2002.)

Napomena: nekoliko značajnih dirigenata koji su izvodili Mahlerova djela, prije svega Bruno Walter, Leonard Bernstein, Bernard Haitink i Sir Georg Solti su, iz raznih razloga (npr. nedostatak kontrapunkta) odbijali izvoditi bilo koji od raznih "dovršetaka" Desete simfonije koji su im bili dostupni. Ovo odbijanje uključivalo je čak i Cookeovu verziju - unatoč tome što su Cooke i njegovi suradnici sami bili svjesni da nitko osim Mahlera ne može "dovršiti" tu simfoniju, a svoj rad opisivali kao isključivo "izvedbenu inačicu skice", a ne dovršetak.

### Vokalne skladbe
- Das klagende Lied, kantata (1880.; revidirana 1893., 1898.)
- Drei Lieder, tri pjesme za tenor i glasovir (1880.)
- Lieder und Gesänge, 14 pjesama uz pratnju glasovira (1880. – 1890.)
- Lieder eines fahrenden Gesellen, za glas uz pratnju klavira i orkestra (1883. – 1885.)

(doslovno Pjesme suputnika, kod nas se prevodi kao Pjesme putujećeg djetića.)
- Lieder aus "Des Knaben Wunderhorn" (Dječakov čarobni rog), za glas uz pratnju klavira i orkestra (1888. – 1896.; još dvije iz 1899. and 1901.)
- Rückert Lieder, za glas uz pratnju klavira i orkestra (1901. – 1902.)
- Kindertotenlieder (Pjesme mrtvoj djeci), za glas i orkestar (1901. – 1904.)
- Das Lied von der Erde (Pjesma o Zemlji) za alt (ili bariton), tenor i orkestar (1908. – 1909.)
  - Napomena: ovo djelo može se klasificirati i kao simfonija i kao ciklus pjesama. Vjeruje se da je Mahler izbjegavao numeriranje kako bi se suočio s praznovjernim strahom od prokletstva devete simfonije.

### Komorne skladbe
- Klavirski kvintet u a-molu (1876.)

## Vanjske poveznice

### Sestrinski projekti
|  | Zajednički poslužitelj ima još gradiva o temi Gustav Mahler |
|  | Wikicitati imaju zbirke citata o temi Gustav Mahler         |

### Mrežna sjedišta
- (engl.) (njem.) Međunarodno društvo Gustava Mahlera  Arhivirana inačica izvorne stranice od 14. kolovoza 2012. (Wayback Machine)
- (engl.) Mahlerova osmrtnica iz časopisa "Musical Times", lipanj 1911. (stranica arhivirana 25. siječnja 2010.)
- (engl.) Discovering Mahler Četvrti i zadnji svezak studije o Mehlru Donalda Mitchella. (izdavač: The Boydell Press, 2007.)
- (engl.) Profil Gustava Mahlera na stranici BBC-a
- (engl.) Profil Gustava Mahlera na stranici "Classical Composers Database"
- (engl.) Project Gutenberg Australia, biografija Gustava Mahlera, autor Gabriel Engel (1892. – 1952.)